# Sieroszewice
Sieroszewice (così anche in tedesco; dal 1943 al 1945 Langenheim) è un comune rurale polacco del distretto di Ostrów Wielkopolski, nel voivodato della Grande Polonia.
Ricopre una superficie di 163,54 km² e nel 2004 contava 9 618 abitanti.